# 蒙-勒韦尔努瓦
蒙-勒韦尔努瓦（法語：Mont-le-Vernois，法語發音：[mɔ̃ lə vɛʁnwa]）是法国上索恩省的一个市镇，属于沃苏勒区。

## 地理
蒙-勒韦尔努瓦（47°36'13"N, 6°3'39"E）面积7.76 平方千米，位于法国勃艮第-弗朗什-孔泰大區上索恩省，该省份为法国东部内陆省份，北起顺时针与孚日省、贝尔福地区省、杜省、汝拉省、科多尔省和上马恩省接壤。
与蒙-勒韦尔努瓦接壤的市镇（或旧市镇、城区）包括：蓬塞、昂德拉尔、昂德拉罗、沙里耶。
蒙-勒韦尔努瓦的时区为UTC+01:00、UTC+02:00（夏令时）。

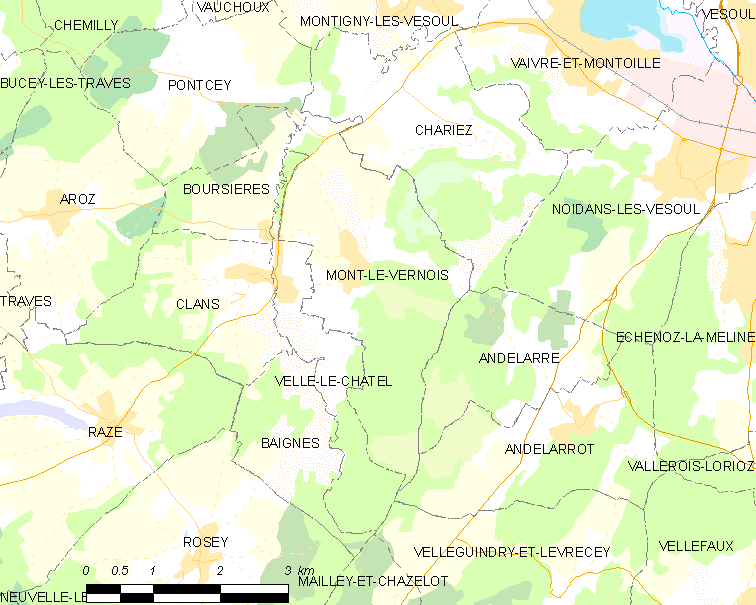
蒙-勒韦尔努瓦的OSM定位图

## 行政
蒙-勒韦尔努瓦的邮政编码为70000，INSEE市镇编码为70367。

## 政治
蒙-勒韦尔努瓦所属的省级选区为沃苏勒第一县。

## 人口

1962-2008年间蒙-勒韦尔努瓦人口变化图示

蒙-勒韦尔努瓦于2022年1月1日时的人口数量为191人。